# Братеевский проезд
Брате́евский прое́зд (также на картах Яндекса: проектируемый проезд № 5301) — проезд в Южном административном округе города Москвы на территории района Братеево.

## Расположение

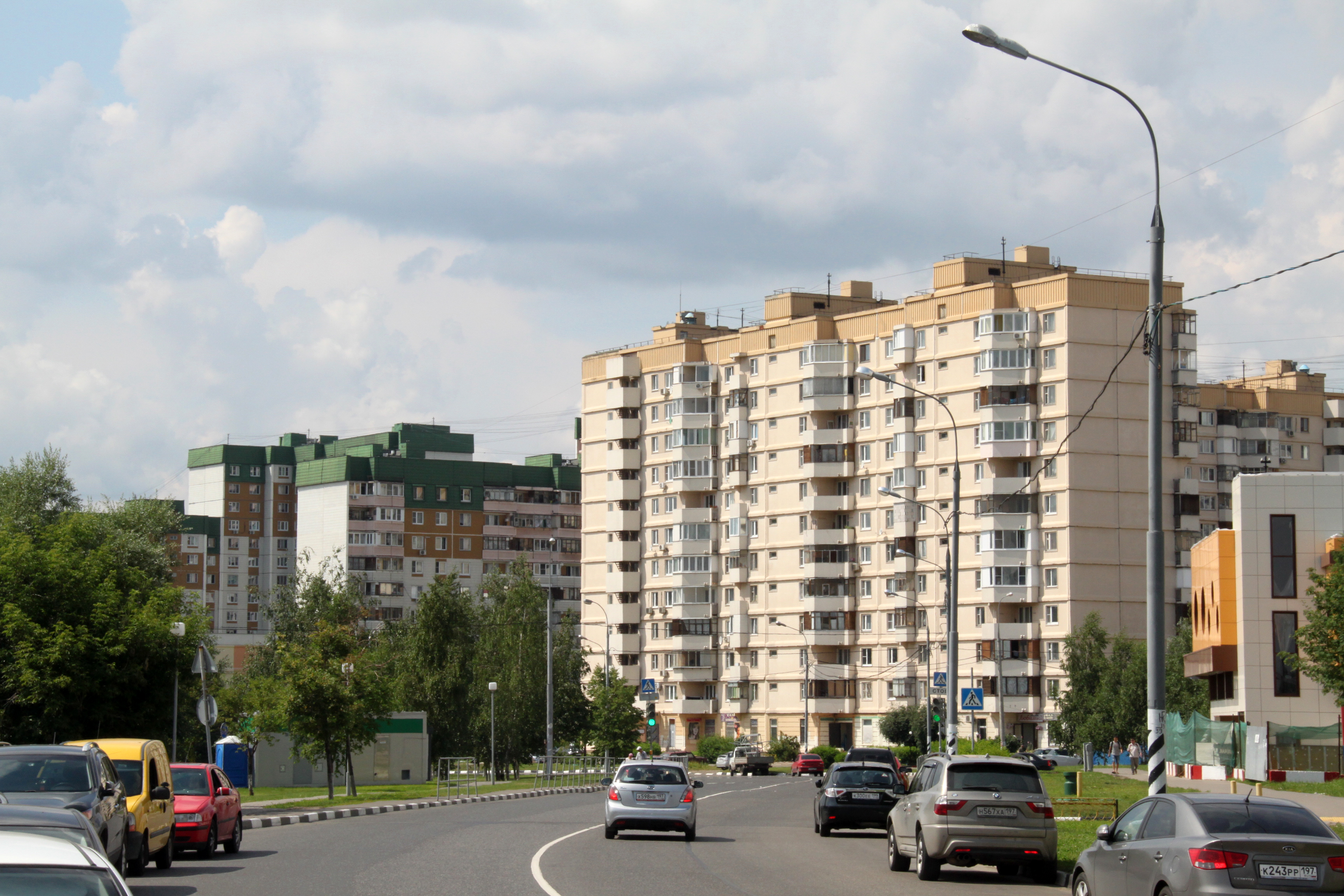
Середина проезда

Начинается от Наташинского проезда, идёт далее на восток и упирается в Хордовый проезд.
Параллельно Братеевскому проезду течёт река Городня, которая расположена к югу от проезда.

## Происхождение названия
Проезд назван по району Братеево, а район в свою очередь — по селу Братеево, которое находилось рядом.
Название до сих пор официально не утверждено, оно отсутствует в Общемосковском классификаторе улиц Москвы (ОМК УМ).

## Транспорт

### Метро
К Братеевскому проезду выходит южный выход станции метро «Борисово», которая открылась в составе участка «Марьино» — «Зябликово» 2 декабря 2011 года.

### Автобус
- 770:  Каширская —  Москворечье —  Борисово —  Марьино —  Люблино — Цимлянская улица
- с827:  Алма-Атинская —  Борисово —  Москворечье.
- 864:  Алма-Атинская —  Борисово.